# Staffan Bruun

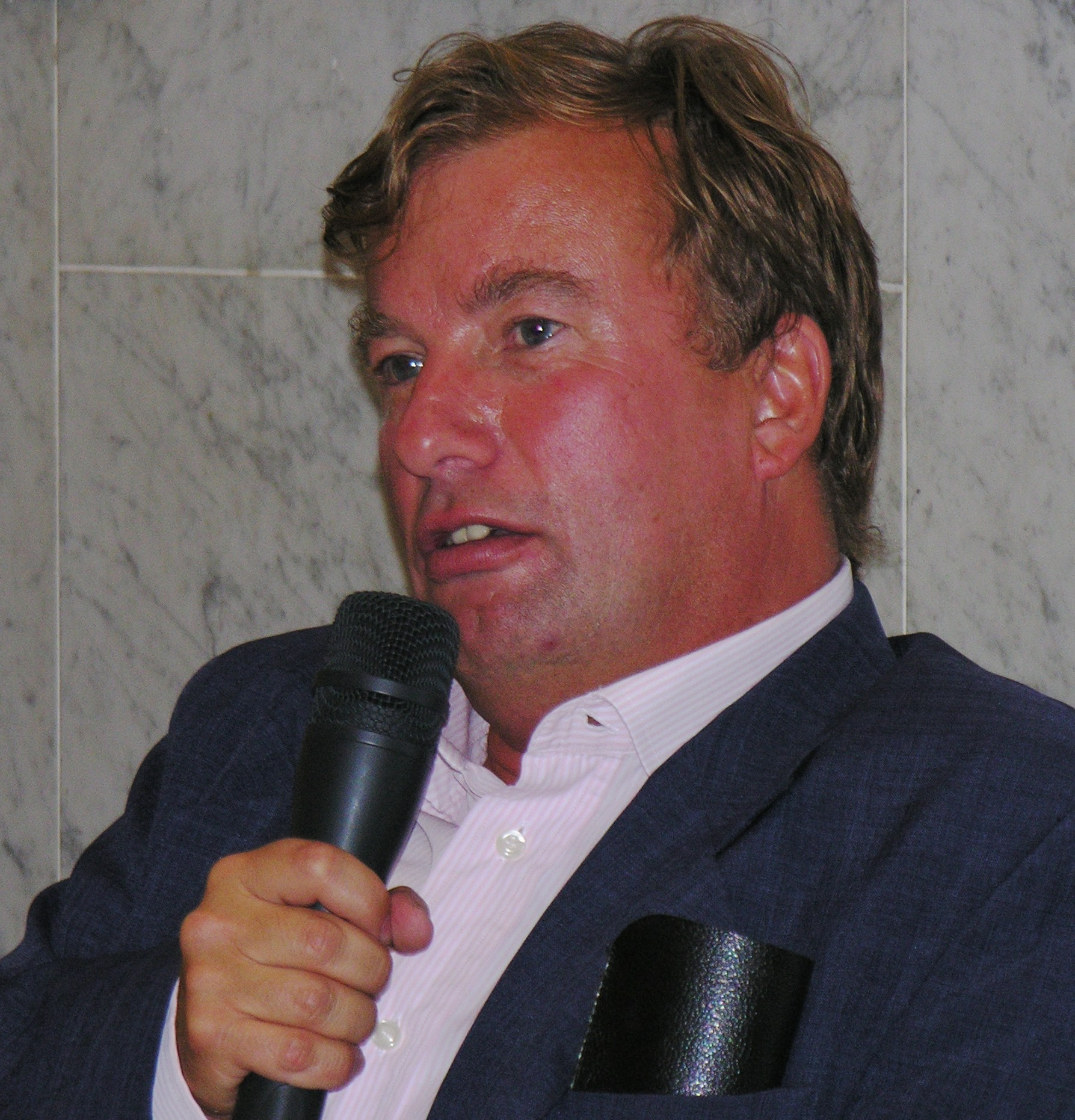

Staffan Felix Bruun, född 8 november 1955 i Helsingfors, är en finlandssvensk journalist och författare.

## Karriär
Staffan Bruun har studerat journalistik 1975–1977, och därefter arbetat på bland andra Tidningen Åland, Rundradion och Fagersta-Posten. Han är också korrespondent för Aftonbladet och har tidigare varit det för Expressen. Från 1980 till 2015 var Bruun anställd vid Hufvudstadsbladet som allmänreporter.
Som författare är Bruun mest känd för sin serie böcker om journalisten Burt Kobbat. Samtliga Kobbatböcker varav den första, Club Domina utgavs 1992, är satiriska thrillers vilka utspelar sig i framtiden. Romanerna brukar handla om aktuella ämnen som dopning, terrorism, missbruk av EU-medel, trafficking m.m. Staffan Bruun har för TV skrivit serien Vill ni se på stjärnor 1994–1996 (tillsammans med Stefan Lundberg) och thrillern Stella Polaris 2000 (med Mats Långbacka).
Sedan 1989 har Staffan Bruun gjort satirprogrammet Fritt Fram tillsammans med Stefan Lundberg. Fram till år 1995 sändes det i Radio Ettan, därefter i Yle Vega. Programmet sänds lördagar.
Bruun lämnade Hufvudstadsbladet i december 2015, liksom hans kollega Jeanette Björkqvist. Båda kritiserar tidningen. Han anser att tidningen förlorat ambitionen att vara en rikstidning och en finlandssvensk hörnsten.
År 2009 erhöll Bruun Topeliuspriset för sin journalistiska gärning.

### Deckare
- Club Domina (1992)
- Svit 740 (1993)
- Kannibalen (1994)
- Ayatollan (1995)
- Rubelcasinot (1996)
- Kinesisk rulett (2002)
- Pizza al-Qaida (2004)
- Fällan i Brunnsparken (2005)
- Sibirisk cocktail (2006)
- Struggling Love (2008)
- Kappsäck full med pengar (2010)
- Tenorens dotter (2012)
- Brutale Burt (2014)
- Vinet brinner (2023)[3]

### Romaner
- Fest på barrikaderna (2001)
- Bergsrådet som inte ville betala skatt (2017)

### Memoar
- Mitt liv på HBL (2018)

### Fakta
- Givakt! Fru minister (Om Elisabeth Rehn 1990)
- Boken om Nokia (tills. med Mosse Wallén 1999)
- Evig Soldat (Reportage från gamla krig med bilder av Hans Paul 2007)
- Så formades Finland - 50 avsnitt om Finlands ödesstunder (2018)
- Anders Wiklöf: Murarens son (2019)

### Satir
Tillsammans med Stefan Lundberg efter radioprogrammet Fritt Fram:
- Oförskämt (2003)
- Tänker högt (2004)
- Bakfram (2005)
- Näsan i blöt (2006)
- Ut ur skåpet (2007)
- Tala är guld (2008)
- Tjockare än någonsin (2009)
- Utskrattade (2010)
- På hejsbok (2011)
- Öser grus i maskineriet (2012)